# Whales
Whales (киты) — термин игровой индустрии, обозначающий узкий сегмент потребителей игровой продукции, составляющий основу монетизации мобильных и социальных free-to-play проектов . 

## Роль китов в игровой индустрии
По статистике, около 50% всей прибыли во free-to-play играх приносят киты, составляющие всего 0.15% от общего количества игроков. Согласно маркетинговым исследованиям, лишь 1.5% игроков в принципе платят за бонусы во free-to-play проектах и делают это, преимущественно, не чаще раза в месяц. В отличие от основной массы пользователей, которые предпочитают не платить за бонусы в игре, киты не только исправно платят за них, но и активно способствуют продвижению игр. Согласно исследованиям, киты гораздо чаще, чем неплатящие игроки, рассказывают своим друзьям об играх, показывают их геймплей, ставят оценки в магазине, пишут отзывы, обсуждают игры на форумах, размещают игровые видео и приглашают друзей в игру. Поэтому маркетологи, работающие в сфере free-to-play игр, прилагают все усилия, чтобы привлечь и удержать китов.